# Ненсі Лайонс
Ненсі Лайонс (англ. Nancy Lyons, 12 квітня 1930) — австралійська плавчиня.
Призерка Олімпійських Ігор 1948 року, учасниця 1952 року.